# Walliswil bei Wangen
Walliswil bei Wangen es una comuna suiza del cantón de Berna, situada en el distrito administrativo de Alta Argovia. Limita al norte con las comunas de Wiedlisbach y Walliswil bei Niederbipp, al este con Berken, al sureste y sur con Heimenhausen, y al oeste con Wangenried y Wangen an der Aare.
Hasta el 31 de diciembre de 2009 situada en el distrito de Wangen.